# زندان مرکزی بیرجند
زندان مرکزی بیرجند در شهر بیرجند مرکز استان خراسان جنوبی قرار دارد. موقعیت این زندان در کیلومتر ۱۵ جاده خوسف است و زیر نظر سازمان زندان‌های قوه قضاییه ایران اداره می‌شود.

## شرایط زندان‌های ایران
رضا محبوبی معاون مرکز امور اجتماعی وزارت کشور ایران در ۲۴ اردیبهشت ۱۳۹۴ در رابطه با آمار زندانیان ایران گفت سالانه ۵۰۰ هزار نفر وارد زندان‌های ایران می‌شوند، در حالیکه ظرفیت زندان‌های کشور فقط ۱۴۰ هزار نفر است که این فشردگی موجب نقض حقوق زندانیان و فشارهای مختلف بر آن‌ها می‌شود و تا کنون اقدام جدی برای حل این مشکل انجام نشده‌است. وی تأکید کرد که ورودی به زندان‌های ایران «بیش از مقیاس جهانی» است.
حسن هاشمی وزیر بهداشت، درمان و آموزش پزشکی ایران، در ۱۱ اسفند ۱۳۹۳ گفت: «وضعیت بهداشتی زندان‌ها اسفناک است و سل مقاوم و ایدز از بیماری‌های رایج زندان‌هاست.»

## مدیریت زندان بیرجند
در شهریور ۱۳۹۲ طی جلسه‌ای در زندان مرکزی بیرجند با حضور محمدعلی اربابی مدیرکل زندان‌های خراسان جنوبی، محمدرضا حمامی شهری به عنوان مدیر جدید زندان مرکزی معرفی شد. مدیر سابق این زندان علی هاشمی بود که به عنوان معاون سلامت، اصلاح و تربیت انتصاب شد.
در اسفند ۱۳۹۵ مدیرکل زندان‌های این استان تغییر کرد و علی هاشمی به عنوان مدیرکل جدید زندان‌های استان خراسان جنوبی توسط اصغر جهانگیر رئیس سازمان زندان‌ها معرفی شد. وی جایگزین محمدعلی اربابی مدیرکل سابق استان گردید.

## آمار زندانیان زندان بیرجند
اربابی مدیر کل وقت زندان‌های استان خراسان جنوبی در ۱۹ اسفند ۱۳۹۲ اعلام کرد که در زندان بیرجند حدود ۴ هزار زندانی محبوس است که ۳۰۰ نفر این زندانیان زن هستند. در سال ۱۳۹۰ جمعیت شهر بیرجند ۱۷۸۰۲۰ نفر سرشماری شده‌است.

## شرایط زندان بیرجند
محمدعلی اربابی مدیرکل وقت زندان‌های خراسان جنوبی در شهریور ۱۳۹۲ با اشاره به فوت یک نفر در زندان مرکزی بیرجند گفت: «مرگ و میر در زندان یک خط قرمز است و حتی یک نفر نباید در زندان فوت کند زیرا در این صورت یک ذهنیت بد نسبت به اصل نظام بوجود می‌آید.»
یکی از زندانیان محکوم به اعدام در زندان بیرجند در ۳ مرداد ۱۳۹۶ گفت: «در بدو ورود مأمورین من را از ناحیه سر زخمی کردند و بعد هم ما را به پاسگاه بندان بردند و به شدت ما را مورد بی رحمانه‌ترین شکنجه‌ها قرار دادند. در حدی که ناخن انگشت پای راست من را کشیدند… ما روی فشار شکنجه‌ها از ترس جان و اینکه تحمل شکنجه را نداشته بالاجبار قبول کردیم که پرونده دست نوشته و به دلخواه آنها تنظیم و تشکیل و به مراجع قضایی ارجاع شد و بعد از گذشت پنج سال مستشاران شعبه دوم دادگاه انقلاب اسلامی بیرجند آقایان نبوی و سیف زاده، حکم اعدام به ناحق به ما دادند.»
بر اساس گزارش‌های منتشر شده در فروردین ۱۳۹۶ یک زندانی بلوچ که چندین ماه در سلول انفرادی در زندان بیرجند با اتهام‌های مرتبط به مواد مخدر نگهداری شده بود، در برابر فشارهای روانی حاصل از سکونت طولانی مدت تحمل خود را از دست داد و در سلول انفرادی دست به خودکشی زد. یک منبع نزدیک به خانواده این زندانی گفت: «محمد مدتی قبل به دلیل عدم رسیدگی به پرونده اش اعتراض کرده بود که توسط مسئولین زندان به سلول انفرادی منتقل شده بود.»

## اعدام زندانیان در زندان بیرجند

### انتشار هویت ۶۶ زندانی اعدام شده
طبق یک گزارش که در ۳۱ تیر ۱۳۹۶ منتشر گردید قضائیه ایران از سال ۱۳۸۸ تا پایان ۱۳۹۱ تعداد نامشخصی زندانی را در زندان بیرجند اعدام کرده‌است که هویت ۶۶ نفر آن‌ها از جمله ۵ زن و ۷ تبعه خارجی مشخص و منتشر شده‌است. عمده محکومیت اعدام شدگان جرائم مواد مخدر و قتل بوده‌است. اعدام این افراد هیچگاه از سوی نهادهای ذی‌ربط قضایی اطلاع‌رسانی نشده‌است.

### اعدام ۱۴۰ زندانی در زندان بیرجند در ۱۳۸۹
براساس گزارش‌های منتشر شده در تیرماه ۱۳۹۰ محمدباقر باقری معاون اجتماعی و پیشگیری از وقوع جرم دادگستری خراسان جنوبی اعلام کرد که ۱۴۰ نفر زندانی مرتبط با جرایم مواد مخدر در سال ۱۳۸۹ در این استان اعدام شده‌اند. در خصوص عدم انتشار رسانه‌ای چنین درصد بالایی از اعدام هیچ‌یک از مقامات قضایی ایران اظهار نظر نکردند.
پیش از این غلامحسین محسنی اژه‌ای دادستان کل ایران روز ۱۱ بهمن ۱۳۸۹ در یک مصاحبه مطبوعاتی از برخورد قاطع با قاچاقچیان مواد مخدر سخن گفته و اعلام کرده بود: «سحرگاه امروز تعدادی از قاچاقچیان مواد مخدر در بیرجند اعدام شدند.»
فعالان حقوق بشر در بهمن ۱۳۸۹ دربارهٔ موج اعدام‌ها گفتند: «جمهوری اسلامی ایران در هفته‌های اخیر نشان داده که بی‌محابا و بدون توجه به تقاضاهای مکرر سازمان‌های بین‌المللی به اعدام‌های جمعی ادامه می‌دهد. این اعدام‌ها برخی سیاسی و در سایر موارد در رابطه با اتهام‌هایی مانند قاچاق مواد مخدر، تجاوز یا قتل بوده‌اند.» مدافعان حقوق بشر در ایران هم‌چنین گفتند که ابهامات بسیاری در پرونده اعدام شدگان مرتبط با مواد مخدر وجود دارد و برخی از احکام اعدام بر مبنای اعترافات تحت فشار و شکنجه  از متهمان بوده‌است.

### اعدام ۵ زندانی در تیر ۱۳۹۶
براساس گزارش منتشر شده در ۱۷ تیر ۱۳۹۶ پنج زندانی افغانی در زندان بیرجند با اتهاماتی از قبیل درگیری مسلحانه و قتل به اعدام محکوم شدند. این زندانیان اتهامات را رد کردند و گفتند که در زمان بازجویی برای اخذ اقرارهای غیرواقعی شکنجه شده‌اند.